# Euophrys sedula
Euophrys sedula là một loài nhện trong họ Salticidae.
Loài này thuộc chi Euophrys. Euophrys sedula được Eugène Simon miêu tả năm 1875.